# Britto
Hermínio Américo de Brito (São Paulo, Brasil, 6 de mayo de 1914-?), más conocido como Britto, fue un jugador y entrenador de fútbol brasileño. En su etapa como jugador profesional se desempeñaba como centrocampista.

## Selección nacional
Fue internacional con la selección de fútbol de Brasil en 4 ocasiones. Formó parte de la selección que obtuvo el tercer lugar en la Copa del Mundo de 1938.

### Participaciones en Copas del Mundo
| Mundial                        | Sede    | Resultado    | Partidos | Goles |
| ------------------------------ | ------- | ------------ | -------- | ----- |
| Copa Mundial de Fútbol de 1938 | Francia | Tercer lugar | 1        | 0     |

### Participaciones en Copas América
| Copa                         | Sede      | Resultado  |
| ---------------------------- | --------- | ---------- |
| Campeonato Sudamericano 1937 | Argentina | Subcampeón |

## Clubes

### Como jugador
| Club               | País      | Año       |
| ------------------ | --------- | --------- |
| Corinthians        | Brasil    | 1933-1936 |
| America-RJ         | Brasil    | 1937-1938 |
| Flamengo           | Brasil    | 1938-1939 |
| Independiente      | Argentina | 1939      |
| → Peñarol (cedido) | Uruguay   | 1939      |
| Ypiranga (Niterói) | Brasil    | 1940      |
| Vasco da Gama      | Brasil    | 1940-1941 |
| Bangu              | Brasil    | 1945-1947 |

### Como entrenador
| Club          | País   | Año  |
| ------------- | ------ | ---- |
| Internacional | Brasil | 1945 |

## Palmarés

### Campeonatos regionales
| Título             | Club     | País   | Año  |
| ------------------ | -------- | ------ | ---- |
| Campeonato Carioca | Flamengo | Brasil | 1939 |